# Imaginary
«Imaginary» es el título de una canción de la banda estadounidense Evanescence, la cual se puede encontrar en el disco Fallen. Luego del éxito de dicho disco, fue lanzado como sencillo promocional para la radio española.

## Información
En España, en 2004, fue lanzada como un sencillo de radio promocional de la banda Evanescence la canción Imaginary de su disco debut Fallen. Con un poco de suerte, se pueden encontrar versiones oficiales y también falsas de este sencillo en eBay. Sólo se hicieron entre 15 y 50 copias y está producido por la discográfica Sony Music.

## Sencillo
El sencillo, al ser para radio promocional, solo contiene una pista:
1. «Imaginary» (Versión Álbum) - 4:17

## Versiones
La canción tiene siete versiones de estudio en total y tres versiones en vivo; algunas no fueron lanzadas.
1. «Imaginary» (Versión EP) - 4:01
2. «Imaginary» (Versión Origin) - 3:32
3. «Imaginary» (Versión Mystary) - 3:19
4. «Imaginary» (Versión Fallen) - 4:17
5. «Imaginary» (Versión Demo #1) - 3:18
6. «Imaginary» (Versión Demo #2) - 3:27
7. «Imaginary» (En Vivo) - 5:25
8. «Imaginary» (Versión EP En Vivo)
9. «Imaginary» (En Vivo 2006-2007) - 4:10 aproximadamente
10. «Imaginary» (Versión Acústica) - 3:55 aproximadamente
11. «Imaginary» (Intro Largo) - 5:09